# Qezel Qayeh-ye Vosţá
Qezel Qayeh-ye Vosţá är en ort i Iran.   Den ligger i provinsen Västazarbaijan, i den nordvästra delen av landet, 400 km väster om huvudstaden Teheran. Qezel Qayeh-ye Vosţá ligger 1 945 meter över havet och antalet invånare är 203.
Terrängen runt Qezel Qayeh-ye Vosţá är huvudsakligen lite bergig. Qezel Qayeh-ye Vosţá ligger nere i en dal. Runt Qezel Qayeh-ye Vosţá är det ganska glesbefolkat, med 47 invånare per kvadratkilometer. Närmaste större samhälle är Shāhīn Dezh, 17,8 km väster om Qezel Qayeh-ye Vosţá. Trakten runt Qezel Qayeh-ye Vosţá består i huvudsak av gräsmarker.